# تینتورتو
جاکوپو روبوستی (به ایتالیایی: Jacopo Robusti) ‏ (۱۵۱۸–۱۵۹۴)، مشهور به تینتورِتو (به ایتالیایی: Tintoretto)، نقاش ونیزی دوره رنسانس بود.
او در سال ۱۵۱۸ در ونیز متولد شد. او از میان ۲۱ فرزند بزرگترین بود.
پدرش رنگرز بود به همین دلیل او لقب تینتورتو (Tintoretto) گرفت به معنی «پسر رنگرز» یا «رنگرز کوچولو». خانواده او اصالتاً اهل برسیا در لومباردی بودند و سپس شهروند ونیز شدند. به اشتباه نام خانوادگی او را کومین خوانده اند. اما به نقل از   استفانیا میسون تاریخدان هنری، روبوستی نامی است که در اظهارنامه مالیاتی و سایر اسناد رسمی وی آمده است. 
وی خود را شاگرد تیسین می‌دانست و آرزو داشت روزی شیوه رنگ آمیزی تیسین را با شیوه طراحی میکل آنژ درهم آمیزد. غالباً از او به عنوان نماینده برجسته و نیز در سبک شیوه مَنِریسم نام برده می‌شود. معجزه برده یکی از آثار اوست.